# Abbey Webb
Abbey Webb (21 de enero de 2001) es una deportista de Australia que compite en natación. Ganó una medalla de plata en los Juegos Olímpicos de la Juventud de 2018, en la prueba de 4 × 100 m estilos, y dos medallas de plata en el Campeonato Pan-Pacífico Junior de Natación de 2018.